# Liste des libellules en France métropolitaine

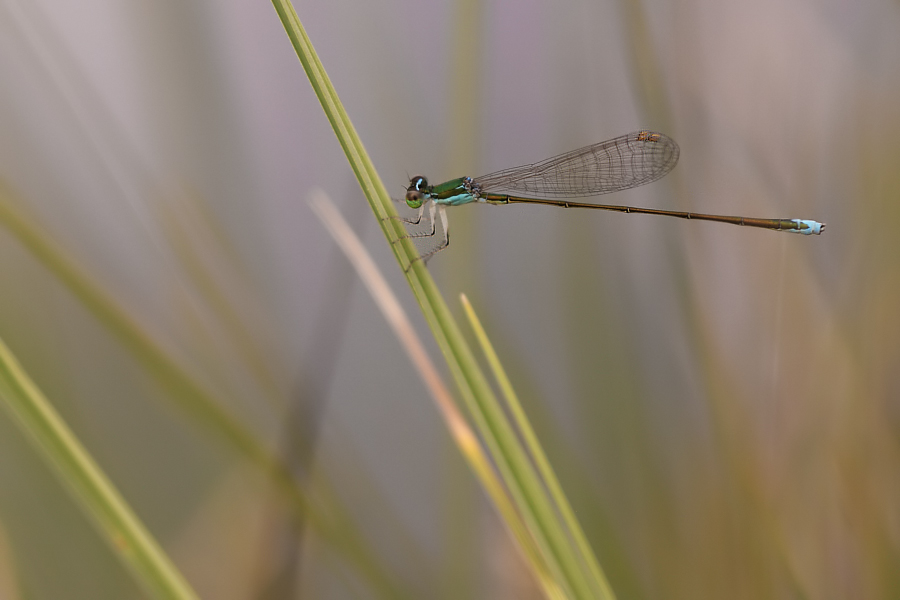
La déesse précieuse (Nehalennia speciosa) est l'unique espèce d'odonate en statut de danger critique de disparition en France métropolitaine.

La liste des libellules en France métropolitaine, Corse comprise, recense les espèces d'odonates présentes à l'état sauvage sur ce territoire. Ces espèces, au nombre de 91 en France, sont classées par sous-ordre et famille.
En français, le terme « libellule » est en général employé au sens large pour désigner les odonates, qui regroupent deux sous-ordres : les « demoiselles » (Zygoptera) et les « libellules stricto sensu » (Anisoptera).

## Statuts des listes rouges de l'UICN
Statuts de la liste rouge des espèces menacées en France :
| Symbole | Statut                      |
| ------- | --------------------------- |
| (EX)    | Éteinte au niveau mondial   |
| (EW)    | Éteinte à l'état sauvage    |
| (RE)    | Disparue au niveau régional |
| (CR)    | En danger critique          |
| (EN)    | En danger                   |
| (VU)    | Vulnérable                  |
| (NT)    | Quasi menacée               |
| (LC)    | Préoccupation mineure       |
| (DD)    | Données insuffisantes       |
| (NA)    | Non applicable              |

Statuts de la liste rouge des espèces menacées au niveau mondial :
| Symbole | Statut                    |
| ------- | ------------------------- |
| (EX)    | Éteinte au niveau mondial |
| (EW)    | Éteinte à l'état sauvage  |
| (CR)    | En danger critique        |
| (EN)    | En danger                 |
| (VU)    | Vulnérable                |
| (NT)    | Quasi menacée             |
| (LC)    | Préoccupation mineure     |
| (DD)    | Données insuffisantes     |

## Liste des espèces

### Anisoptera
| Photo                        | Noms (français / scientifique)                        | Statut en France | Statut mondial UICN | Répartition en France |
| ---------------------------- | ----------------------------------------------------- | ---------------- | ------------------- | --------------------- |
| Famille des Aeshnidae        |                                                       |                  |                     |                       |
|                              | Aeschne affine (Aeshna affinis)                       | (LC)             | (LC)                |                       |
|                              | Aeschne azurée (Aeshna caerulea)                      | (VU)             | (LC)                |                       |
|                              | Aeschne bleue (Aeshna cyanea)                         | (LC)             | (LC)                |                       |
|                              | Grande aeschne (Aeshna grandis)                       | (LC)             | (LC)                |                       |
|                              | Aeschne isocèle (Aeshna isoceles)                     | (LC)             | (LC)                |                       |
|                              | Aeschne des joncs (Aeshna juncea)                     | (NT)             | (LC)                |                       |
|                              | Aeschne mixte (Aeshna mixta)                          | (LC)             | (LC)                |                       |
|                              | Aeschne subarctique (Aeshna subarctica)               | (NT)             | (LC)                |                       |
|                              | Anax empereur (Anax imperator)                        | (LC)             | (LC)                |                       |
|                              | Anax napolitain (Anax parthenope)                     | (LC)             | (LC)                |                       |
|                              | Aeschne printanière (Brachytron pratense)             | (LC)             | (LC)                |                       |
|                              | Aeschne paisible (Boyeria irene)                      | (LC)             | (LC)                |                       |
|                              | Anax porte-selle (Hemianax ephippiger)                | (NA)             | (LC)                |                       |
| Famille des Corduliidae      |                                                       |                  |                     |                       |
|                              | Cordulie bronzée (Cordulia aenea)                     | (LC)             | (LC)                |                       |
|                              | Epithèque bimaculée (Epitheca bimaculata)             | (LC)             | (LC)                |                       |
|                              | Cordulie alpestre (Somatochlora alpestris)            | (NT)             | (LC)                |                       |
|                              | Cordulie arctique (Somatochlora arctica)              | (NT)             | (LC)                |                       |
|                              | Cordulie à taches jaunes (Somatochlora flavomaculata) | (LC)             | (LC)                |                       |
|                              | Cordulie méridionale (Somatochlora meridionalis)      | (NT)             | (LC)                |                       |
|                              | Cordulie métallique (Somatochlora metallica)          | (LC)             | (LC)                |                       |
| Famille des Cordulegastridae |                                                       |                  |                     |                       |
|                              | Cordulégastre bidenté (Cordulegaster bidentata)       | (LC)             | (LC)                |                       |
|                              | Cordulégastre annelé (Cordulegaster boltonii)         | (LC)             | (LC)                |                       |
| Famille des Gomphidae        |                                                       |                  |                     |                       |
|                              | Gomphe à pattes jaunes (Gomphus flavipes)             | (LC)             | (LC)                |                       |
|                              | Gomphe de Graslin (Gomphus graslinii)                 | (LC)             | (NE)                |                       |
|                              | Gomphe joli (Gomphus pulchellus)                      | (LC)             | (NT)                |                       |
|                              | Gomphe semblable (Gomphus simillimus)                 | (LC)             | (NT)                |                       |
|                              | Gomphe vulgaire (Gomphus vulgatissimus)               | (LC)             | (LC)                |                       |
|                              | Lindénie à quatre feuilles (Lindenia tetraphylla)     | (NA)             | (LC)                |                       |
|                              | Gomphe à forceps (Onychogomphus forcipatus)           | (LC)             | (LC)                |                       |
|                              | Gomphe à crochets (Onychogomphus uncatus)             | (LC)             | (LC)                |                       |
|                              | Gomphe serpentin (Ophiogomphus cecilia)               | (LC)             | (LC)                |                       |
|                              | Gomphe de Gené (Paragomphus genei)                    | (NA)             | (LC)                |                       |
| Famille des Libellulidae     |                                                       |                  |                     |                       |
|                              | Brachythémis à bandes brunes (Brachythemis impartita) | (NA)             | (LC)                |                       |
|                              | Crocothémis écarlate (Crocothemis erythraea)          | (LC)             | (LC)                |                       |
|                              | Leucorrhine à front blanc (Leucorrhinia albifrons)    | (NT)             | (LC)                |                       |
|                              | Leucorrhine à large queue (Leucorrhinia caudalis)     | (LC)             | (LC)                |                       |
|                              | Libellule déprimée (Libellula depressa)               | (LC)             | (LC)                |                       |
|                              | Leucorrhine douteuse (Leucorrhinia dubia)             | (NT)             | (LC)                |                       |
|                              | Libellule fauve (Libellula fulva)                     | (LC)             | (LC)                |                       |
|                              | Leucorrhine à gros thorax (Leucorrhinia pectoralis)   | (NT)             | (LC)                |                       |
|                              | Libellule quadrimaculée (Libellula quadrimaculata)    | (LC)             | (LC)                |                       |
|                              | Leucorrhine rubiconde (Leucorrhinia rubicunda)        | (RE)             | (LC)                |                       |
|                              | Orthétrum à stylets blancs (Orthetrum albistylum)     | (LC)             | (LC)                |                       |
|                              | Orthétrum brun (Orthetrum brunneum)                   | (LC)             | (LC)                |                       |
|                              | Orthétrum réticulé (Orthetrum cancellatum)            | (LC)             | (LC)                |                       |
|                              | Orthétrum bleuissant (Orthetrum coerulescens)         | (LC)             | (LC)                |                       |
|                              | Orthétrum de Sicile (Orthetrum trinacria)             | (NA)             | (LC)                |                       |
|                              | Sélysiothémis noir (Selysiothemis nigra)              | (NA)             | (LC)                |                       |
|                              | Sympétrum noir (Sympetrum danae)                      | (VU)             | (LC)                |                       |
|                              | Sympétrum déprimé (Sympetrum depressiusculum)         | (EN)             | (LC)                |                       |
|                              | Sympétrum jaune d'or (Sympetrum flaveolum)            | (NT)             | (LC)                |                       |
|                              | Sympétrum de Fonscolombe (Sympetrum fonscolombii)     | (LC)             | (LC)                |                       |
|                              | Sympétrum méridional (Sympetrum meridionale)          | (LC)             | (LC)                |                       |
|                              | Sympétrum du Piémont (Sympetrum pedemontanum)         | (NT)             | (LC)                |                       |
|                              | Sympétrum sanguin (Sympetrum sanguineum)              | (LC)             | (LC)                |                       |
|                              | Sympétrum fascié (Sympetrum striolatum)               | (LC)             | (LC)                |                       |
|                              | Sympétrum vulgaire (Sympetrum vulgatum)               | (NT)             | (LC)                |                       |
|                              | Trithémis annelé (Trithemis annulata)                 | (LC)             | (LC)                |                       |
| Famille des Macromiidae      |                                                       |                  |                     |                       |
|                              | Cordulie splendide (Macromia splendens)               | (VU)             | (VU)                |                       |
| Famille des Synthemistidae   |                                                       |                  |                     |                       |
|                              | Cordulie à corps fin (Oxygastra curtisii)             | (LC)             | (LC)                |                       |

### Zygoptera
| Photo                                                                   | Noms (français / scientifique)                      | Statut en France | Statut mondial UICN | Répartition en France |
| ----------------------------------------------------------------------- | --------------------------------------------------- | ---------------- | ------------------- | --------------------- |
| Famille des Calopterygidae                                              |                                                     |                  |                     |                       |
|                                                                         | Caloptéryx hémorroïdal (Calopteryx haemorrhoidalis) | (LC)             | (LC)                |                       |
|                                                                         | Caloptéryx éclatant (Calopteryx splendens)          | (LC)             | (LC)                |                       |
|                                                                         | Caloptéryx vierge (Calopteryx virgo)                | (LC)             | (LC)                |                       |
|                                                                         | Caloptéryx occital (Calopteryx xanthostoma)         | (LC)             | (LC)                |                       |
| Famille des Coenagrionidae                                              |                                                     |                  |                     |                       |
|                                                                         | Agrion délicat (Ceriagrion tenellum)                | (LC)             | (LC)                |                       |
|                                                                         | Agrion bleuâtre (Coenagrion caerulescens)           | (EN)             | (LC)                |                       |
|                                                                         | Agrion à fer de lance (Coenagrion hastulatum)       | (VU)             | (LC)                |                       |
|                                                                         | Agrion à lunules (Coenagrion lunulatum)             | (VU)             | (LC)                |                       |
|                                                                         | Agrion de Mercure (Coenagrion mercuriale)           | (LC)             | (VU)                |                       |
|                                                                         | Agrion jouvencelle (Coenagrion puella)              | (LC)             | (LC)                |                       |
|                                                                         | Agrion joli (Coenagrion pulchellum)                 | (VU)             | (LC)                |                       |
|                                                                         | Agrion mignon (Coenagrion scitulum)                 | (LC)             | (LC)                |                       |
|                                                                         | Agrion porte-coupe (Enallagma cyathigerum)          | (LC)             | (LC)                |                       |
|                                                                         | Naïade de Vander Linden (Erythromma lindenii)       | (LC)             | (LC)                |                       |
|                                                                         | Naïade aux yeux rouges (Erythromma najas)           | (LC)             | (LC)                |                       |
|                                                                         | Naïade au corps vert (Erythromma viridulum)         | (LC)             | (LC)                |                       |
|                                                                         | Agrion élégant (Ischnura elegans)                   | (LC)             | (LC)                |                       |
|                                                                         | Agrion de Gené (Ischnura genei)                     | (LC)             | (LC)                |                       |
|                                                                         | Agrion de Graells (Ischnura graellsii)              | (VU)             | (LC)                |                       |
|                                                                         | Agrion nain (Ischnura pumilio)                      | (LC)             | (LC)                |                       |
|                                                                         | Déesse précieuse (Nehalennia speciosa)              | (CR)             | (VU)                |                       |
|                                                                         | Petite nymphe au corps de feu (Pyrrhosoma nymphula) | (LC)             | (LC)                |                       |
| Famille des Lestidae                                                    |                                                     |                  |                     |                       |
|                                                                         | Leste vert oriental (Chalcolestes parvidens)        | (DD)             | (LC)                |                       |
|                                                                         | Leste vert occidental (Chalcolestes viridis)        | (LC)             | (LC)                |                       |
|                                                                         | Leste sauvage (Lestes barbarus)                     | (LC)             | (LC)                |                       |
|                                                                         | Leste des bois (Lestes dryas)                       | (LC)             | (LC)                |                       |
|                                                                         | Leste à grands ptérostigmas (Lestes macrostigma)    | (EN)             | (LC)                |                       |
|                                                                         | Leste fiancé (Lestes sponsa)                        | (NT)             | (LC)                |                       |
|                                                                         | Leste verdoyant (Lestes virens)                     | (LC)             | (LC)                |                       |
|                                                                         | Leste brun (Sympecma fusca)                         | (LC)             | (LC)                |                       |
| Sympecma_paedisca_female_andreas_thomas_hein_libellenwissen.de_IMG_2707 | Leste enfant (Sympecma paedisca)                    | (RE)             | (LC)                |                       |
| Famille des Platycnemididae                                             |                                                     |                  |                     |                       |
|                                                                         | Agrion orangé (Platycnemis acutipennis)             | (LC)             | (NT)                |                       |
|                                                                         | Agrion blanchâtre (Platycnemis latipes)             | (LC)             | (LC)                |                       |
|                                                                         | Agrion à larges pattes (Platycnemis pennipes)       | (LC)             | (LC)                |                       |